# Trường phái kiến trúc
Trường phái kiến trúc được hình thành dựa trên sự phân loại về công trình kiến trúc bằng các đặc điểm hình thái học ở hình thức, kĩ thuật xây dựng, vật liệu sử dụng trong lịch sử kiến trúc.

## Các trường phái hoặc khuynh hướng kiến trúc trong lịch sử
| - American Empire - Archigram - Trường phái nghệ thuật trang trí - Art Deco - Trường phái nghệ thuật trang trí - Art Nouveau - Trường phái Baroque - Trường phái Bauhaus - Beaux-Arts - Kiến trúc Bosna - Trường phái Byzantine - Trường phái Chicago - Kiến trúc Hy Lạp cổ đại - Kiến trúc La Mã cổ đại - Trường phái thuộc địa - Chủ nghĩa thuộc địa phục sinh - Chủ nghĩa giải tỏa kết cấu - Phong cách Elizabet - Anh - Trường phái đế chế - Phong cách biểu hiện - Federal - Phong cách George - Kiến trúc Gothic - Tiền Gothic Anh - Gothic trang trí - Gothic trực giao - Gothic phục sinh - Phong cách Hy Lạp - Hy Lạp phục sinh |  | - Kiến trúc Hiện đại - Kiểu Moroc - Mudéjar - Tân Byzantine - Tân Hy Lạp - Tân Gothic - Tân cổ điển - Trường phái Paladio - Kiến trúc Ba Tư - Phong cách Queen Anne - Trường phái Rocoque - Kiến trúc Roman - Romanesque - Romanesque Revival - Chủ nghĩa kết cấu Nga - Second Empire - Sicilian Baroque - Soviet style - Spanish Colonial Revival - Spanish Colonial - Phong thái Tudor - Kiến trúc Hậu Hiện đại - Kiến trúc Hậu-Hậu Hiện đại - Kiến trúc Cận hiện đại Mỹ - Kiến trúc High-Tech và Super High-Tech - Chủ nghĩa phục hồi cổ điển - Phong cách chiết trung - Phục Hưng |